# Атлантическая ридлея
Атланти́ческая ридлея (лат. Lepidochelys kempii) — вид черепах рода ридлеи, особи которого являются самыми маленькими и одновременно самыми быстрорастущими из всего семейства морских черепах. Обитают в Мексиканском заливе и юго-западной части Флориды. Вид занесен в красную книгу МСОП и находится под угрозой вымирания.

## Внешний вид
Взрослая черепаха достигает средней длины в 77 см и массы в 45 кг. Голова треугольной формы. У взрослых особей карапакс серо-зелёной окраски, по ширине больше чем по длине и напоминает по форме сердце. Пластрон и костный мостик взрослых особей бело-кремовый, а голова и конечности серого цвета. Детёныши полностью окрашены в чёрно-серый цвет. Самки этого вида в среднем больше чем самцы и имеют более короткий хвост. У самцов на передних лапах есть толстый коготь, у самок же его нет. Пластрон самцов немного вогнут (для более удобного спаривания), в то время как у самок он полностью плоский.

## Кариотип
Хотя кариотип вида не изучен, предположительно он состоит из 56 хромосом, как и у других морских черепах.

## Ископаемые остатки и происхождение
Согласно генетическим исследованиям митохондриальной ДНК, атлантическая ридлея — вид, отделившийся от оливковой черепахи около 3—6 млн лет назад во время образования панамского перешейка. Фоссилии вида были обнаружены в штате Флорида, в долине костей и в округе Палм-Бич. Ископаемые остатки относятся к плиоцену и более поздним периодам.

## Места обитания
Взрослые особи в основном обитают в Мексиканском заливе и юго-западной части Флориды. Молодые ридлеи были замечены на Бермудах и на Мальте, в Великобритании, Ирландии, Бельгии, Франции, Испании, Нидерландах, вблизи Камеруна, Марокко и Венесуэлы. Хотя были сообщения о взрослых особях откладывающих яйца на берегах Колумбии, исследователи полагают что эти сообщения ошибочны и скорее всего наблюдатели видели оливковых черепах.

## Среда обитания
Обитает на мелководье до глубины 409 метров, обычно не более 50 метров. Предпочитает илистое или песчаное дно. С апреля по сентябрь черепахи обитают на водах глубиной до 20 метров, а с октября по март перебираются на воды глубиной 50 метров. Встречается вплоть до 77 км от берега. Взрослая особь может нырять в воду на глубину до 400 метров и на длительность до 4-х часов. Однако, обычно среднее время пребывания под водой составляет 12—18 минут. Это также зависит от сезона: зимой ридлеи проводят под водой больше времени (более 30 минут), в более тёплые сезоны время ныряния существенно сокращается (менее 15 минут).

## Питание
Хотя атлантические ридлеи в основном плотоядные и питаются мелкими морскими животными, они также могут питаться растениями и водорослями. В рацион взрослых ридлей входят крабы, губки, медузы, кораллы, морские звёзды, морские ежи, морские огурцы, моллюски, улитки и так далее. Детёныши предположительно питаются растительностью, которая плавает на поверхности.

## Поведение
Между периодами размножения взрослые черепахи уплывают в мексиканский залив в районы Луизианы и Кампече для кормежки. Во Флориде появляются с апреля по ноябрь. Так же известны случаи когда редлеи доплывали до берегов Европы и кормились там до следующего сезона размножения. Взрослые черепахи могут уплывать до 3600 км в поисках пищи, а молодые до 1700 км.
Днем атлантические ридлеи занимаются поиском пищи, ночью же спят на дне или перебираются на пляж и закапываются в песок. Черепахи обитают в воде с температурой поверхности от 5 до 34 градусов.

## Популяция

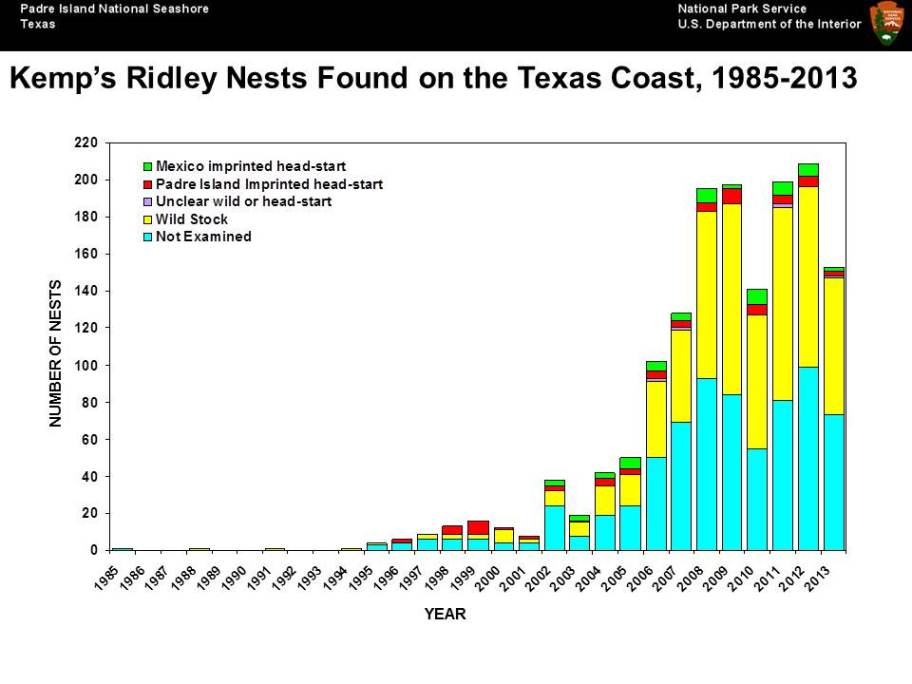
Количество кладок ридлеи, найденных на побережье Техаса

В 1947 году на побережье Мексики было зарегистрировано около 42 тысяч самок, приплывших для откладывания яиц. А в 1989 году было зарегистрировано менее 545 самок. Однако, благодаря специальным программам по сохранению вида к 2004 году количество яйцекладущих самок на побережье снова выросло до 5 тысяч.
В дикой популяции атлантических ридлей среди взрослых особей преобладают самки с соотношением 1,3—1,5 самки на одного самца, а с учётом молодых особей соотношение 3,2 самки на 1 самца.
Этот вид является самым быстрорастущим из всех морских черепах, при этом рост значительно замедляется после 11 года жизни. Ниже приведена таблица средних размеров диких особей в зависимости от возраста.
| Возраст (лет)       | 2    | 5    | 10   | 15   | 20   | 25   |
| Средний размер (см) | 30,7 | 50,1 | 59,8 | 61,8 | 62,2 | 62,3 |

Предположительная продолжительность жизни черепах в диких условиях — 35 лет.

## Размножение
Репродуктивный возраст для самок 10—16 лет, для самцов, предположительно, 13—19 лет. Продолжительность акта спаривания 129—139 минут. Обычно самец преследует самку, а после встаёт перед ней головой к голове и начинает кусать её шею и плечи. После чего самец взбирается на самку, продолжая покусывать её шею и плечи, и начинает спаривание.
Самки спариваются более чем с 1 партнером за период спаривания, а самки, которые спарились с бо́льшим количеством самцов, откладывают больше яиц.
Почти 100 % найденных кладок яиц приходятся на Мексику, но незначительное количество яиц было обнаружено и в других регионах обитания. Сезон размножения приходится на период с середины апреля до середины июля, пик — на май-июнь. Обычно самки откладывают яйца в промежуток с 8-25 до 18-25, но бывают и исключения в виде самок, откладывающих яйца ночью.
Средний размер кладки 94,3 яйца, большинство кладок содержат 90-110 яиц. Большинство яиц вылупляются через 53-56 дней после кладки. В зависимости от температуры окружающей среды вылупляются самки (при температуре 31 градус и выше) или самцы (меньше 29 градусов).

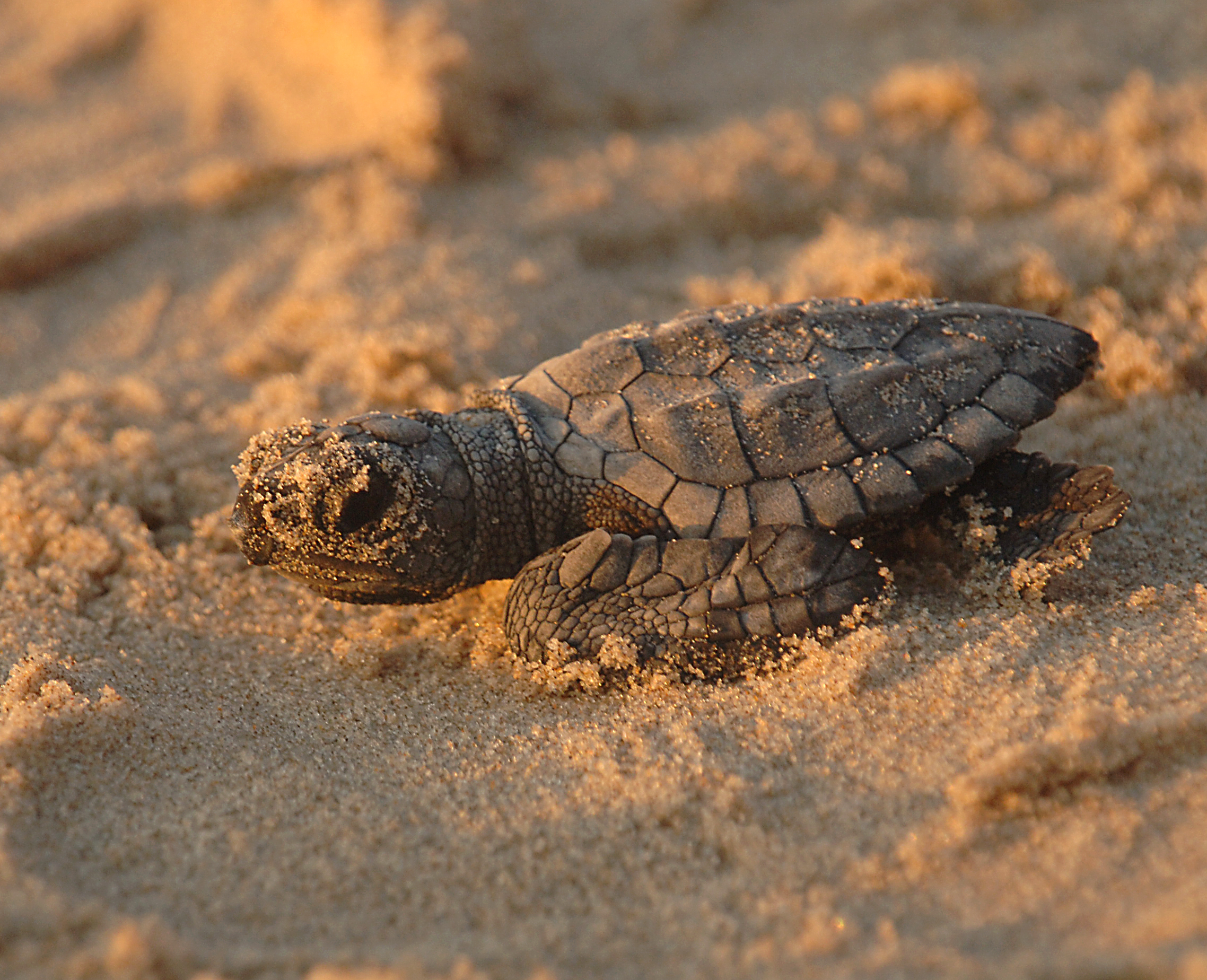
Детёныш атлантической ридлеи
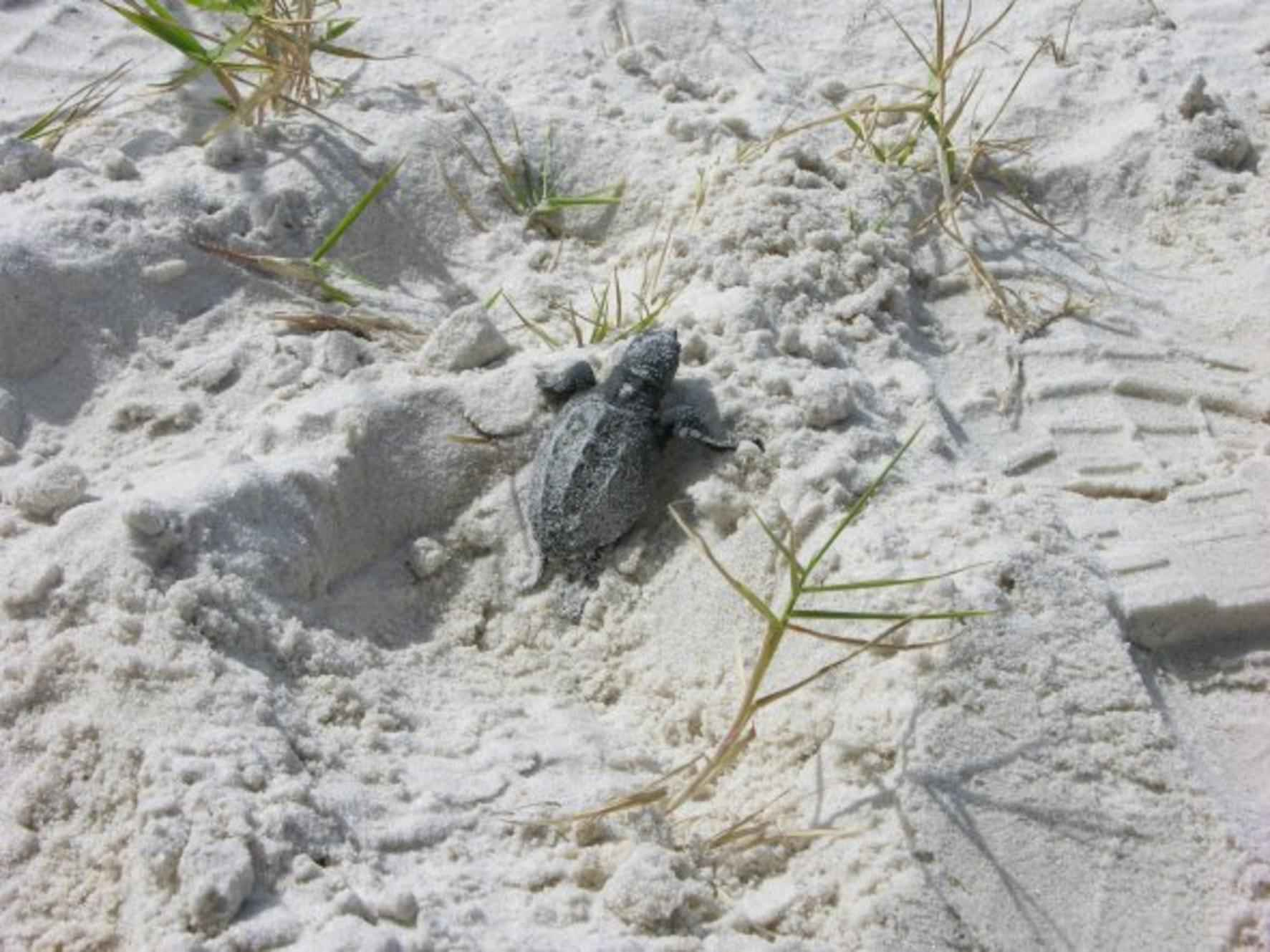
Детёныш атлантической ридлеи
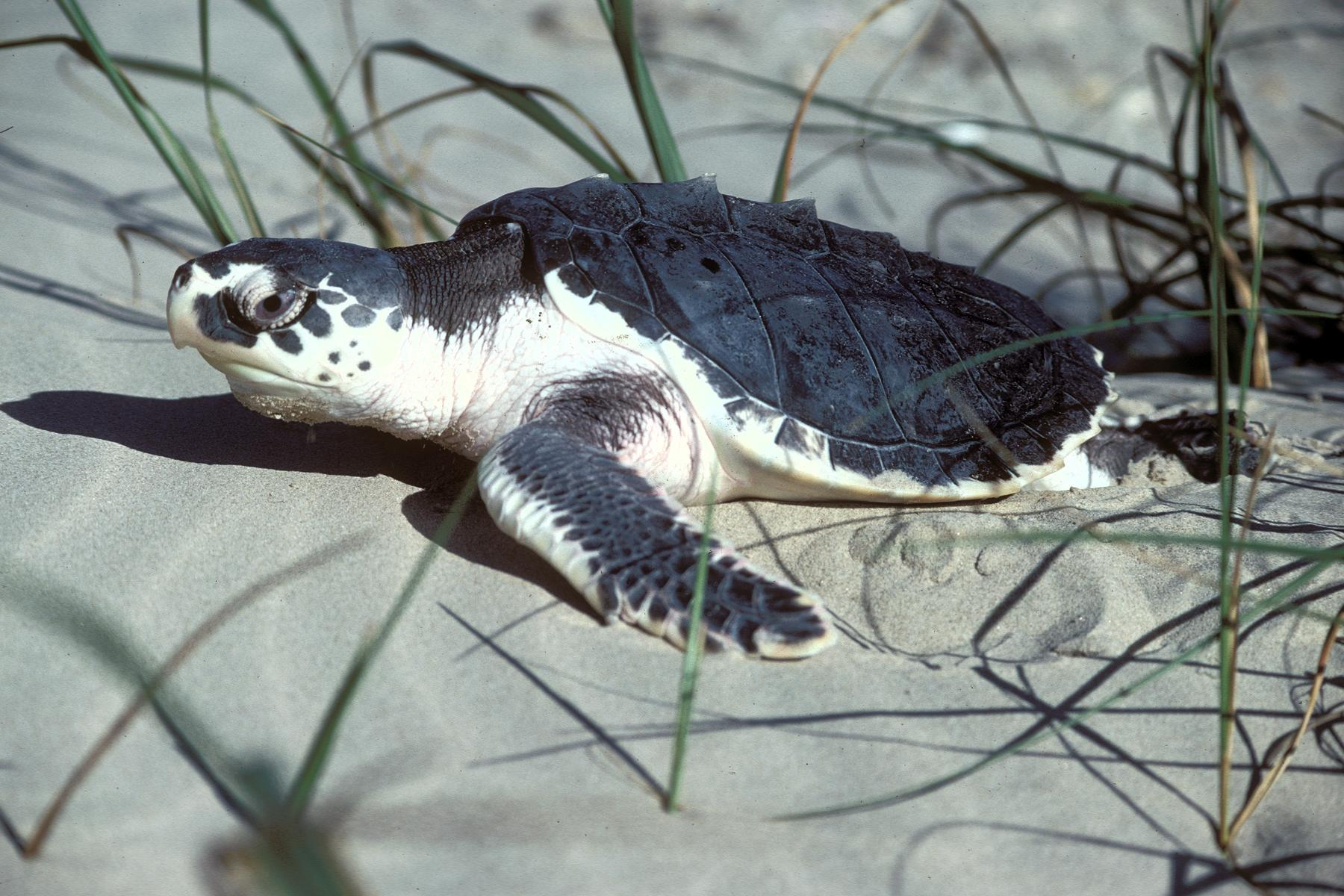
Молодая особь
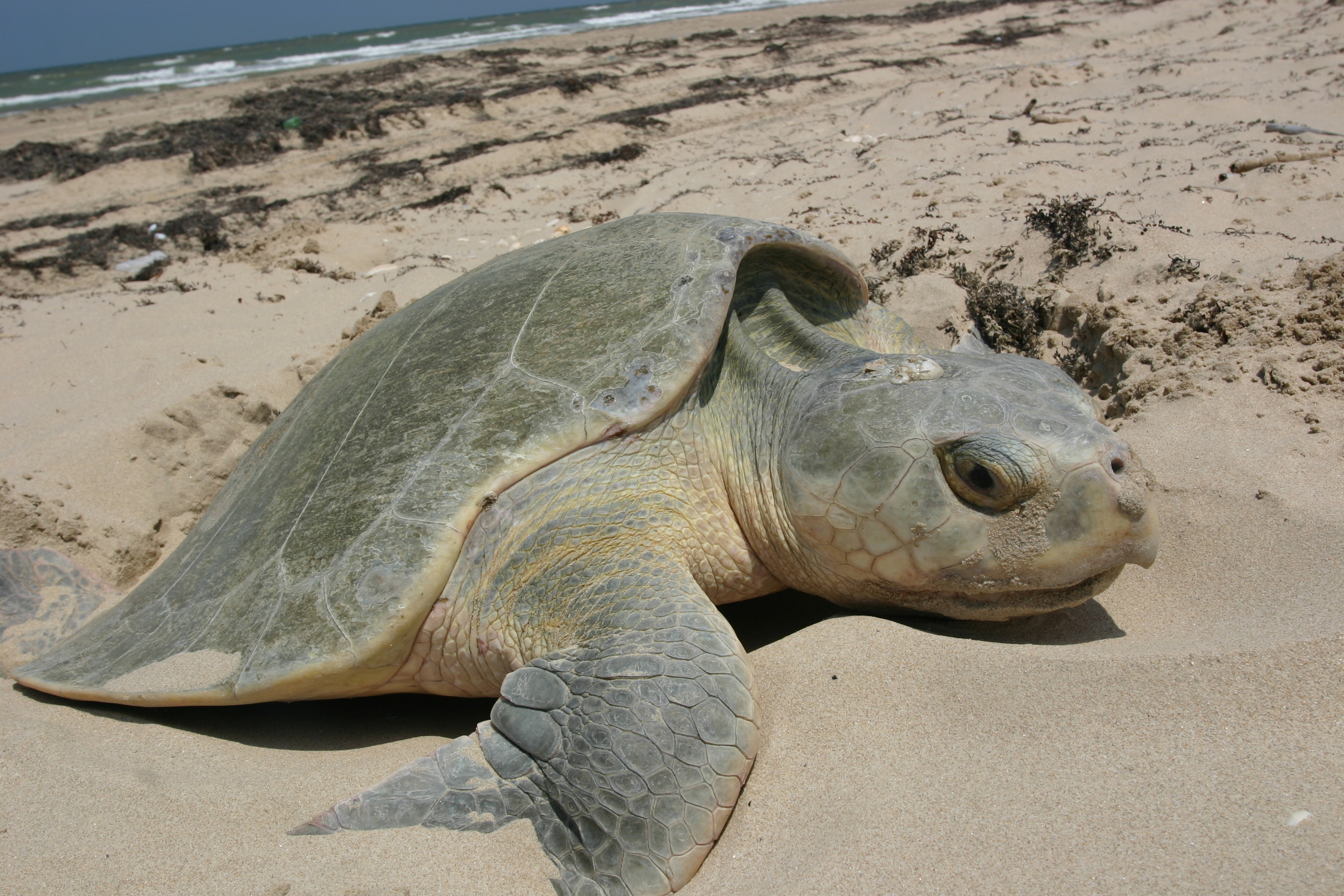
Взрослая особь делает кладку

## Естественные враги
Кладки яиц ридлеи — пища для многих хищников. На детёнышей ридлей охотятся призрачные крабы, койоты, скунсы, лодкохвостые граклы, падальщики и люди. Кладки на побережье подвергаются разграблению призрачными крабами и падальщиками, а кладки в воде рыбами и кожистыми черепахами. На молодых и взрослых черепах охотятся койоты, акулы и, наиболее часто, люди. Как и других морских черепах, атлантических ридлей местное население Мексики использует для изготовления обуви и приготовления пищи.